# Evippa shivajii
Evippa shivajii är en spindelart som beskrevs av Benoy Krishna Tikader och C.L. Malhotra 1980. Evippa shivajii ingår i släktet Evippa och familjen vargspindlar. Inga underarter finns listade i Catalogue of Life.